# Fonction anonyme
 (mars 2008).
Si vous disposez d'ouvrages ou d'articles de référence ou si vous connaissez des sites web de qualité traitant du thème abordé ici, merci de compléter l'article en donnant les références utiles à sa vérifiabilité et en les liant à la section « Notes et références ».
En programmation informatique, une fonction anonyme, aussi appelée lambda expression ou fonction lambda est une fonction n'ayant pas de nom. Les fonctions anonymes existent dans certains langages de programmation comme Python, JavaScript, OCaml ou C++. Certains langages, comme le C et Pascal (tout au moins les versions standards de ces langages), ne permettent pas d'écrire des fonctions anonymes.
Parce que ces fonctions n'ont pas de nom, à l'endroit où l'on voudrait mettre leur nom, on trouve directement les instructions définissant la fonction introduites par une syntaxe particulière.

## Étymologie
Dans les langages de programmation fonctionnelle, les fonctions anonymes sont souvent appelées fonctions lambda, en référence au lambda-calcul, outil théorique dans lequel on programme tout sous forme d'appel de fonction, alors même qu'aucune fonction de base n'est définie.

## Exemples

### JavaScript
En JavaScript, la fonction suivante renvoie le carré de son argument :
```
const
 
carré
 
=
 
(
x
)
 
=>
 
x
 
*
 
x
;

console
.
log
(
carré
(
3
));
 
// 9

```

La fonction anonyme suivante renvoie la somme des carrés de ses arguments (dont le nombre est indéfini) :
```
const
 
sommeDesCarrés
 
=
 
(...
args
)
 
=>
 
args
.
reduce
((
accumulateur
,
 
x
)
 
=>
 
accumulateur
 
+
 
(
x
 
*
 
x
),
 
0
);

console
.
log
(
sommeDesCarrés
());
  
// 0

console
.
log
(
sommeDesCarrés
(
2
));
 
// 4

console
.
log
(
sommeDesCarrés
(
2
,
 
3
));
 
// 13

```

### Python
En Python, la fonction suivante renvoie le carré de son (unique) argument :
```
carré
 
=
 
lambda
 
x
:
 
x
 
*
 
x

print
(
carré
(
3
))
  
# 9

```

La fonction anonyme suivante renvoie la somme des carrés de ses arguments (dont le nombre est indéfini) :
```
somme_des_carrés
 
=
 
lambda
 
*
args
:
 
sum
(
x
 
*
 
x
 
for
 
x
 
in
 
args
)

print
(
somme_des_carrés
())
   
# 0

print
(
somme_des_carrés
(
2
))
  
# 4

print
(
somme_des_carrés
(
2
,
 
3
))
  
# 13

```

### OCaml
En OCaml, la fonction suivante renvoie le carré de son (unique) argument :
```
let
 
carre
 
x
 
=
 
x
 
*
 
x
 
;;

print_int
 
(
carre
 
3
)
 
;;
 
(* 9 *)

```

### Haskell
En Haskell, la fonction anonyme suivante renvoie le carré du nombre passé en argument : (\x -> x * x).

### Rust
En Rust, la fonction suivante renvoie le carré de son argument :
```
let
 
carré
 
=
 
|
x
|
 
x
 
*
 
x
;

println!
(
"{}"
,
 
carré
(
3
));
 
// 9

```